# Przylesie (Sopot)

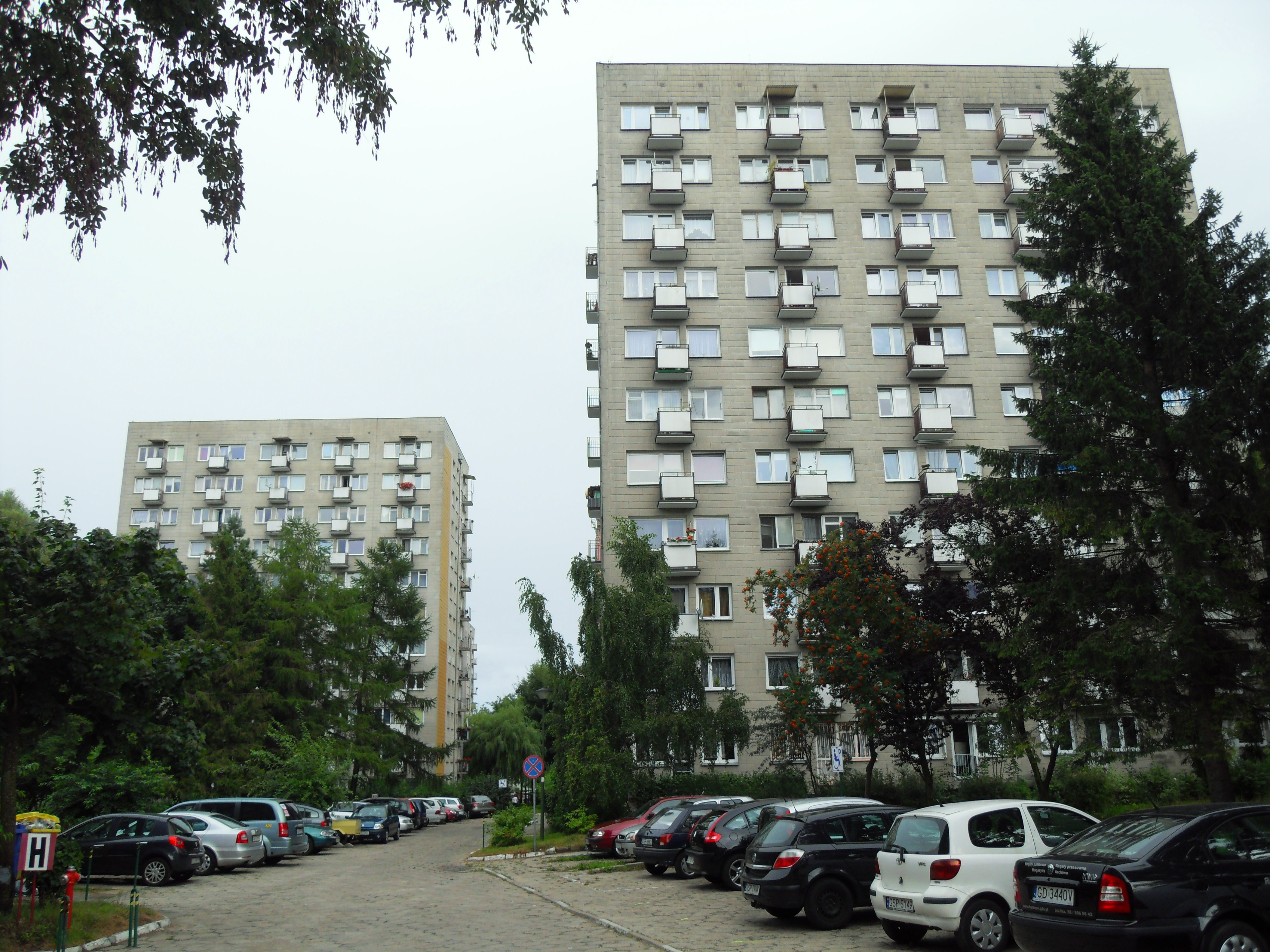
Przylesie

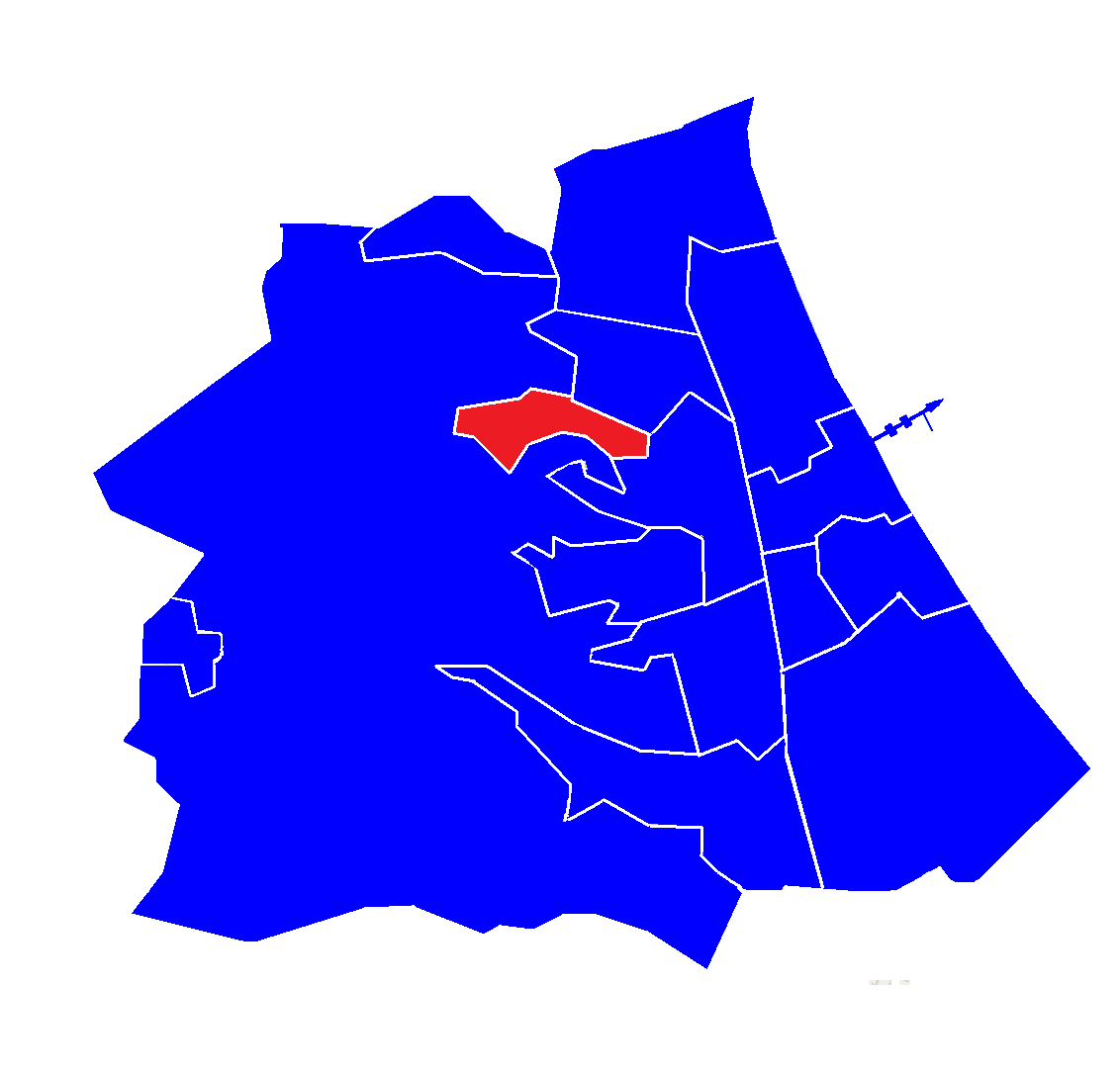
Przylesie na mapie Sopotu

Przylesie – zachodnie osiedle Sopotu graniczące od zachodu z Trójmiejskim Parkiem Krajobrazowym, od północy z Kamiennym Potokiem i od południa z Osiedlem Mickiewicza. W latach 60. XX wieku powstało tu osiedle z zabudową typową dla drugiej połowy XX wieku. Osiedle jest położone w wąskiej dolinie otoczonej wzgórzami Lisim, Rysim, Oślim, Orlim i Strzeleckim. Główną osią komunikacyjną Przylesia jest ulica 23 marca przechodząca w Dolinę Gołębiewską. Połączenie z centrum miasta  zapewniają autobusy komunikacji miejskiej (linie nr 117, 143, 244 i 287). Do 1906 Przylesie znajdowało się na trasie linii sezonowego tramwaju konnego (→tramwaje w Sopocie) do Wielkiej Gwiazdy (zawieszonej ze względu na ciągły deficyt eksploatacyjny). Istniały również niezrealizowane przedwojenne plany rozwinięcia i rozbudowy linii do parametrów prawdziwego tramwaju elektrycznego (spod dzisiejszego Grand Hotelu do leśnej restauracji). Na obszarze osiedla znajduje się oddział dziecięcy szpitala reumatologicznego i leśne Sanatorium Leśnik.